# Đội tuyển bóng chuyền nam quốc gia Việt Nam
Đội tuyển bóng chuyền nam quốc gia Việt Nam là đội tuyển bóng chuyền nam cấp quốc gia của Việt Nam, do Liên đoàn Bóng chuyền Việt Nam (VFV) quản lý.

## Thành tích

#### Vòng loại giải vô địch thế giới
- 2014 - Không vượt qua vòng loại
  -  Vòng loại Đông Nam Á: Hạng 4/4
    - 26/06/2013: Việt Nam  1 - 3  Thái Lan
    - 27/06/2013: Việt Nam  0 - 3  Indonesia
    - 28/06/2013: Việt Nam  2 - 3  Myanmar
- 2018 - Không vượt qua vòng loại
  -  Vòng loại Đông Nam Á: Hạng 2/3
    - 08/09/2016: Việt Nam  3 - 0  Myanmar
    - 09/09/2016: Việt Nam  1 - 3  Thái Lan

#### Đại hội Thể thao châu Á
- 1990 - Hạng 7/9
  - Vòng bảng: Hạng 3/4 (Bảng B)
    - 23/09/1990: Việt Nam  3 - 0  Hồng Kông
    - 28/09/1990: Việt Nam  0 - 3  Hàn Quốc
    - 30/09/1990: Việt Nam  0 - 3  Nhật Bản

  - Phân hạng 5-8 (02/10/1990): Việt Nam  0 - 3  Ả Rập Xê Út
  - Tranh hạng 7 (04/10/1990): Việt Nam  3 - 1  Hồng Kông
- 2010 - Hạng 16/18
  - Vòng 1: Hạng 4/4 (Bảng B)
    - 13/11/2010: Việt Nam  0 - 3  Hàn Quốc
    - 15/11/2010: Việt Nam  1 - 3  Kazakhstan
    - 16/11/2010: Việt Nam  0 - 3  Ấn Độ

  - Vòng 2: Hạng 4/4 (Bảng H)
    - 19/11/2010: Việt Nam  2 - 3  Kuwait
    - 20/11/2010: Việt Nam  0 - 3  Myanmar

  - Phân hạng 13-16 (21/11/2010): Việt Nam  2 - 3  Indonesia
  - Tranh hạng 15 (23/11/2010): Việt Nam  1 - 3  Turkmenistan
- 2018 - Hạng 14/20
  - Vòng 1: Hạng 4/4 (Bảng E)
    - 20/08/2018: Việt Nam  3 - 2  Trung Quốc
    - 23/08/2018: Việt Nam  0 - 3  Sri Lanka
    - 24/08/2018: Việt Nam  1 - 3  Thái Lan

  - Phân hạng 13-20 (26/08/2018): Việt Nam  3 - 1  Hồng Kông
  - Phân hạng 13-16 (30/08/2016): Việt Nam  3 - 0  Kyrgyzstan
  - Tranh hạng 13 (31/08/2016): Việt Nam  0 - 3  Sri Lanka

#### Giải vô địch châu Á
- 2005 - Hạng 12/18
  - Vòng 1: Hạng 3/4 (Bảng B)
    - 20/09/2005: Việt Nam  0 - 3  Nhật Bản
    - 21/09/2005: Việt Nam  3 - 0  Các Tiểu vương quốc Ả Rập Thống nhất
    - 22/09/2005: Việt Nam  2 - 3  Indonesia

  - Vòng 2: Hạng 2/4 (Bảng H)
    - 23/09/2005: Việt Nam  3 - 0  Philippines
    - 24/09/2005: Việt Nam  3 - 0  Uzbekistan

  - Phân hạng 9-12 (25/09/2005): Việt Nam  1 - 3  Pakistan
  - Tranh hạng 11 (26/09/2005): Việt Nam  2 - 3  Indonesia
- 2007 - Hạng 15/17
  - Vòng 1: Hạng 3/3 (Bảng B)
    - 31/08/2007: Việt Nam  1 - 3  Iran
    - 02/09/2007: Việt Nam  2 - 3  Pakistan

  - Vòng 2: Hạng 4/5 (Bảng H)
    - 03/09/2007: Việt Nam  0 - 3  Ấn Độ
    - 04/09/2007: Việt Nam  3 - 0  Kuwait
    - 05/09/2007: Việt Nam  1 - 3  Kazakhstan

  - Phân hạng 13-16:
    - 06/09/2007: Việt Nam  2 - 3  Sri Lanka
    - 07/09/2007: Việt Nam  0 - 3  Maldives
- 2009 - Hạng 12/18
  - Vòng 1: Hạng 3/5 (Bảng C)
    - 27/09/2009: Việt Nam  0 - 3  Trung Quốc
    - 29/09/2009: Việt Nam  3 - 0  Hồng Kông
    - 30/09/2009: Việt Nam  0 - 3  Iran
    - 01/10/2009: Việt Nam  3 - 0  Sri Lanka

  - Vòng 2: Hạng 2/4 (Bảng G)
    - 02/10/2009: Việt Nam  3 - 0  Philippines
    - 03/10/2009: Việt Nam  1 - 3  Myanmar

  - Phân hạng 9-12 (04/10/2009): Việt Nam  0 - 3  Ấn Độ
  - Tranh hạng 11 (05/10/2009): Việt Nam  0 - 3  Liban
- 2017 - Hạng 10/16
  - Vòng 1: Hạng 3/4 (Bảng C)
    - 24/07/2017: Việt Nam  0 - 3  Hàn Quốc
    - 25/07/2017: Việt Nam  0 - 3  Nhật Bản
    - 26/07/2017: Việt Nam  3 - 2  Sri Lanka

  - Vòng 2: Hạng 2/4 (Bảng G)
    - 27/07/2017: Việt Nam  3 - 1  Ả Rập Xê Út
    - 29/07/2017: Việt Nam  1 - 3  Qatar

  - Phân hạng 9-12 (30/07/2017): Việt Nam  3 - 2  Thái Lan
  - Tranh hạng 9 (31/07/2017): Việt Nam  1 - 3  Qatar

#### Giải Cúp châu Á
- 2012 - Hạng 6/8
  - Vòng bảng: Hạng 3/4 (Bảng A)
    - 01/09/2012: Việt Nam  3 - 0  Myanmar
    - 02/09/2012: Việt Nam  0 - 3  Nhật Bản
    - 03/09/2012: Việt Nam  0 - 3  Hàn Quốc

  - Tứ kết (05/09/2012): Việt Nam  0 - 3  Trung Quốc
  - Phân hạng 5-8 (06/09/2012): Việt Nam  3 - 1  Úc
  - Tranh hạng 5 (07/09/2012): Việt Nam  0 - 3  Hàn Quốc
- 2018 - Hạng 9/9
  - Vòng bảng: Hạng 3/3 (Bảng C)
    - 08/08/2018: Việt Nam  0 - 3  Qatar
    - 10/08/2018: Việt Nam  2 - 3  Thái Lan

  - Tứ kết (11/08/2018): Việt Nam  0 - 3  Iran
  - Phân hạng 5-9 (13/08/2018): Việt Nam  2 - 3  Thái Lan

#### Cúp Thách thức Châu Á
- 2023 - Hạng 4/15
  - Vòng bảng: Hạng 2/2 (Bảng E)
    - 09/07/2023: Việt Nam  1 - 3  Úc

  - Vòng 12 đội (12/07/2023): Việt Nam  3 - 1  Đài Bắc Trung Hoa
  - Bán kết (14/07/2023): Việt Nam  1 - 3  Thái Lan
  - Tranh hạng 3 (15/07/2023): Việt Nam  1 - 3  Hàn Quốc
- 2024 - Hạng 6/12
  - Vòng bảng: Hạng 2/3 (Bảng D)
    - 03/06/2024: Việt Nam  0 - 3  Úc
    - 04/06/2024: Việt Nam  3 - 0  Đài Bắc Trung Hoa

  - Tứ kết (06/06/2024): Việt Nam  2 - 3  Pakistan
  - Phân hạng 5-8 (07/06/2024): Việt Nam  3 - 1  Bahrain
  - Tranh hạng 5 (08/06/2024): Việt Nam  1 - 3  Trung Quốc

#### Đại hội Thể thao Đông Nam Á
| 2003 | thứ 2                 |
| 2005 | thứ 3                 |
| 2007 | thứ 2                 |
| 2009 | thứ 4                 |
| 2011 | thứ 4                 |
| 2013 | thứ 3                 |
| 2015 | thứ 2                 |
| 2017 | thứ 3                 |
| 2022 | thứ 2                 |
| 2023 | thứ 3                 |
| Tổng | 0 vàng, 4 bạc, 4 đồng |

#### SEA V.League
- 2023 / - (Tuần 1)  Huy chương Đồng/(Tuần 2)  Huy chương Bạc
- 2024 / - (Tuần 1) Hạng 4/(Tuần 2) Hạng 4

## Danh sách tập trung

### Đội hình 2024
Đây là đội hình của Cúp Bóng chuyền Thách thức Nam Châu Á 2024
- Ban Huấn luyện:
  1. Trần Đình Tiền - HLV trưởng
  2. Nguyễn Đình Lập - HLV phó
  3. Phan Văn Nghiệp - HLV phó
- Vận động viên

| Số áo | Tên                         | Vị trí     | Ngày sinh  | Chiều cao | CLB chủ quản 2024     |
| ----- | --------------------------- | ---------- | ---------- | --------- | --------------------- |
| 1     | Huỳnh Trung Trực            | Libero     | 26/07/1990 | 178 cm    | Sanest Khánh Hòa      |
| 2     | Trịnh Duy Phúc              | Libero     | 27/05/1999 | 182 cm    | Ninh Bình LVPB        |
| 3     | Dương Văn Tiên (đội trưởng) | Chủ công   | 23/09/1996 | 190 cm    | Sanest Khánh Hòa      |
| 4     | Quản Trọng Nghĩa            | Chủ công   | 10/12/1997 | 190 cm    | BTL Cảnh sát Cơ động  |
| 5     | Trần Triển Chiêu            | Phụ công   | 24/03/1996 | 194 cm    | Sanest Khánh Hòa      |
| 6     | Phạm Văn Hiệp               | Đối chuyền | 27/08/2000 | 190 cm    | Biên Phòng            |
| 7     | Phạm Quốc Dư                | Đối chuyền | 10/10/1996 | 192 cm    | Sanest Khánh Hòa      |
| 8     | Trần Duy Tuyến              | Phụ công   | 03/06/2001 | 190 cm    | Biên Phòng            |
| 10    | Đinh Văn Tú                 | Chuyền hai | 23/10/1993 | 182 cm    | Sanest Khánh Hòa      |
| 11    | Trương Thế Khải             | Phụ công   | 09/10/2004 | 197 cm    | Thành phố Hồ Chí Minh |
| 12    | Nguyễn Thanh Hải            | Phụ công   | 25/01/1994 | 194 cm    | Ninh Bình LVPB        |
| 15    | Đinh Văn Duy                | Chuyền hai | 25/08/2000 | 184 cm    | Biên Phòng            |
| 17    | Nguyễn Ngọc Thuân           | Chủ công   | 17/05/1999 | 193 cm    | Biên Phòng            |
| 22    | Trần Minh Đức               | Chủ công   | 10/05/2002 | 190 cm    | Biên Phòng            |

### Đội hình thi đấu 2022
Danh sách đội tuyển bóng chuyền nam Việt Nam tham dự SEA Games 31:
- Ban Huấn luyện gồm:

1. HLV trưởng Li Huan Ning
2. HLV phó Trần Thanh Tùng (Trẻ TP. HCM)
3. HLV phó Nguyễn Đình Lập (Tràng An Ninh Bình)
4. HLV phó Trần Đình Tiền (Biên Phòng)

- 14 Vận động viên chính thức gồm:

1. Giang Văn Đức (Tràng An Ninh Bình) (Đội trưởng)[3]
2. Lâm Văn Sanh (Tràng An Ninh Bình)
3. Trịnh Duy Phúc (Tràng An Ninh Bình)
4. Cù Văn Hoàn (Tràng An Ninh Bình)
5. Nguyễn Văn Quốc Duy (Tràng An Ninh Bình)
6. Quản Trọng Nghĩa (BTL Cảnh sát Cơ động)
7. Nguyễn Đình Nhu (Sanest Khánh Hòa)
8. Dương Văn Tiên (Sanest Khánh Hòa)
9. Từ Thanh Thuận (Sanest Khánh Hòa) (triệu tập bổ sung ngày 22/4/2022)[4]
10. Huỳnh Trung Trực (Sanest Khánh Hòa)
11. Nguyễn Xuân Thanh (Thể Công)
12. Nguyễn Văn Nam (Thể Công)
13. Phạm Thái Hưng (Đà Nẵng)
14. Vũ Ngọc Hoàng (Hà Nội)

Các vận động viên từng được triệu tập trước đó và bị loại trong quá trình luyện tập gồm:
- Phạm Quốc Dư (Sanest Khánh Hòa) (loại ngày 07/05/2022)[6]
- Trần Đức Hạnh (Hà Tĩnh) (loại ngày 07/05/2022)
- Đinh Văn Tú (TP.HCM) (loại ngày 22/4/2022)
- Phạm Văn Hiệp (Biên Phòng) (loại ngày 22/4/2022)
- Lê Văn Thành (Hà Tĩnh) (loại ngày 22/4/2022)

- Trần Anh Tú (VLXD Bình Dương) (loại ngày 01/04/2022)[7]

### Đội hình thi đấu 2021
Danh sách Đội tuyển bóng chuyền nam Việt Nam 2021 gồm:
1. HLV Trần Đình Tiền (Biên Phòng)
2. HLV Trần Thanh Tùng (Trẻ TP. HCM)
3. HLV Nguyễn Đình Lập (Tràng An Ninh Bình)
4. Nguyễn Ngọc Thuân (1999, 1m93, chủ công, Biên Phòng)
5. Phạm Văn Hiệp (2000, 1m90, đối chuyền, Biên Phòng)
6. Giang Văn Đức (1987, 1m89, chuyền hai, Tràng An Ninh Bình)
7. Lâm Văn Sanh (1994, 1m85, chủ công, Tràng An Ninh Bình)
8. Trịnh Duy Phúc (Libero, Tràng An Ninh Bình)
9. Nguyễn Thanh Hải (1994, 1m91, phụ công, TP Hồ Chí Minh)
10. Trần Hoài Phương (TP Hồ Chí Minh)
11. Lê Quang Đoàn (Sanest Khánh Hòa)
12. Huỳnh Trung Trực (1990, 1m76, libero, Sanest Khánh Hòa)
13. Dương Văn Tiên (1996, 1m90, chủ công, Sanest Khánh Hòa)
14. Nguyễn Đình Nhu (1992, 1m96, phụ công, Sanest Khánh Hòa)
15. Nguyễn Xuân Thanh (1990, 1m80, chuyền haiThể Công)
16. Quản Trọng Nghĩa (1997, 1m90, chủ công, BTL Cảnh sát cơ động)
17. Phạm Thái Hưng (1990, 1m98, phụ công, TTHLTT QG Đà Nẵng)
18. Vũ Ngọc Hoàng (1995, 1m92, phụ công, Hà Nội)
19. Phạm Quốc Dư (1996, 1m90, đối chuyền, Long An)
20. Trần Anh Tú (1995, 1m95, chủ công, VL&XD Bình Dương)
21. Nguyễn Văn Quốc Duy (Trà Vinh)

Các vận động viên từng được gọi tập trung các đợt trước đó:
1. Nguyễn Thanh Tùng (chủ công, Tràng An Ninh Bình)
2. Lưu Đặng Phước Toàn (1999, 1m85, chủ công, Sanest Khánh Hòa)
3. Đinh Văn Tú (1993, 1m85, chuyền hai, TP Hồ Chí Minh)
4. Châu Thanh Phú (1996, 1m68, libero, TP Hồ Chí Minh)
5. Nguyễn Văn Hạnh (1987, 1m91, đối chuyền, TP Hồ Chí Minh)
6. Phạm Thoại Khương (1996, 1m87, chuyền hai, TP Hồ Chí Minh)

Tuy nhiên đội hình 2021 này chưa từng được thi đấu do ảnh hưởng của dịch bệnh Covid - 19

### Đội hình thi đấu 2017
- HLV trưởng:  Phùng Công Hưng

| Số áo | Tên                  | Ngày sinh (tuổi)  | Chiều cao          | Cân nặng       | Nhảy đập        | Nhảy chắn       | CLB NĂM 2022        |
| ----- | -------------------- | ----------------- | ------------------ | -------------- | --------------- | --------------- | ------------------- |
| 1     | Huỳnh Trung Trực (L) | 26 tháng 7, 1990  | 1,76 m (5 ft 9 in) | 70 kg (150 lb) | 318 cm (125 in) | 305 cm (120 in) | Sanest Khánh Hòa    |
| 2     | Nguyễn Xuân Thành    | 1983              |                    |                |                 |                 | Tràng An Ninh Bình  |
| 3     | Giang Văn Đức        | 16 tháng 12, 1987 | 1,86 m (6 ft 1 in) | 82 kg (181 lb) | 332 cm (131 in) | 315 cm (124 in) | Tràng An Ninh Bình  |
| 4     | Nguyễn Hoàng Thương  | 22 tháng 2, 1988  | 1,98 m (6 ft 6 in) | 87 kg (192 lb) | 340 cm (130 in) | 330 cm (130 in) | Tràng An Ninh Bình  |
| 5     | Phạm Thái Hưng       | 24 tháng 12, 1990 | 1,98 m (6 ft 6 in) | 80 kg (180 lb) | 335 cm (132 in) | 320 cm (130 in) | Thể Công            |
| 6     | Ngô Văn Kiều         | 25 tháng 3, 1984  | 1,96 m (6 ft 5 in) | 85 kg (187 lb) | 340 cm (130 in) | 335 cm (132 in) | Sanest Khánh Hòa    |
| 7     | Từ Thanh Thuận       | 15 tháng 7, 1992  | 1,92 m (6 ft 4 in) | 82 kg (181 lb) | 368 cm (145 in) | 340 cm (130 in) | Sanest Khánh Hòa    |
| 8     | Ngô Trần Hoài Bảo    | 12 tháng 6, 1998  | 1,93 m (6 ft 4 in) | 82 kg (181 lb) | 359 cm (141 in) | 325 cm (128 in) | Becamex Quân đoàn 4 |
| 9     | Nguyễn Văn Dữ        | 3 tháng 2, 1988   | 1,90 m (6 ft 3 in) | 75 kg (165 lb) | 330 cm (130 in) | 327 cm (129 in) | Maseco TP.HCM       |
| 10    | Lê Hoài Hận          | 25 tháng 4, 1995  | 1,92 m (6 ft 4 in) | 85 kg (187 lb) | 330 cm (130 in) | 320 cm (130 in) | Long An             |
| 11    | Nguyễn Vũ Hoàng      | 12 tháng 5, 1992  | 1,90 m (6 ft 3 in) | 74 kg (163 lb) | 330 cm (130 in) | 325 cm (128 in) | Thể Công            |
| 12    | Lê Thành Hạc         | 21 tháng 8, 1991  | 1,85 m (6 ft 1 in) | 82 kg (181 lb) | 330 cm (130 in) | 320 cm (130 in) | Becamex Quân đoàn 4 |
| 14    | Vũ Hồng Quân         | 11 tháng 1, 1983  | 1,72 m (5 ft 8 in) | 82 kg (181 lb) | 310 cm (120 in) | 320 cm (130 in) | Biên phòng          |
| 15    | Hoàng Văn Phương     | 26 tháng 7, 1989  | 1,90 m (6 ft 3 in) | 85 kg (187 lb) | 335 cm (132 in) | 330 cm (130 in) | Thể Công            |
| 16    | Nguyễn Duy Khánh     | 2 tháng 9, 1990   | 1,90 m (6 ft 3 in) | 82 kg (181 lb) | 330 cm (130 in) | 320 cm (130 in) | Tràng An Ninh Bình  |
| 17    | Nguyễn Trường Giang  | 8 tháng 6, 1986   | 1,90 m (6 ft 3 in) | 77 kg (170 lb) | 320 cm (130 in) | 305 cm (120 in) | Sanest Khánh Hòa    |

### Đội hình thi đấu 2013
Danh sách tập trung đội hình thi đấu năm 2013:
1. Giang Văn Đức (Tràng An Ninh Bình)
2. Nguyễn Xuân Thành (Tràng An Ninh Bình)
3. Bùi Văn Hải (Tràng An Ninh Bình)
4. Nguyễn Hữu Hà (Đức Long Gia Lai),
5. Hoàng Văn Phương (Thể Công-BĐ15)
6. Phạm Thái Hưng (Thể Công-BĐ15)
7. Nguyễn Duy Khánh (Thể Công-BĐ15)
8. Vũ Văn Cao (Thể Công-BĐ15)
9. Lê Quang Khánh (Long An)
10. Đặng Long Kiếm (Quân đoàn 4)
11. Từ Thanh Thuận (XSKT Vĩnh Long)
12. Vũ Hồng Quân (Biên phòng)
13. Đặng Vũ Bôn (Biên phòng)
14. Nguyễn Hoàng Thương (Maseco TPHCM).

Ban huấn luyện:
1. HLV trưởng Phùng Công Hưng (TC BDD15)
2. HLV Lê Hồng Hảo (CA TPHCM)
3. HLV Phạm Văn Nam (Tràng An Ninh Bình).